# Ljunits, Herrestads, Färs och Österlens kontrakt
Ljunits, Herrestads, Färs och Österlens kontrakt är ett kontrakt i Lunds stift inom Svenska kyrkan. 

## Administrativ historik
Kontraktet bildades 1 januari 2020 genom en namnändring av Vemmenhögs, Ljunits, Herrestads, Färs och Österlens kontrakt efter att utbrytningar skett ur detta. Samtidigt uppgick Rörums och S:t Olofs församling i Simrishamns församling som då blev ett enförsamlingspastorat.
1 januari 2022 gick Sövestadsbygdens församling upp i Ystads församling som samtidigt namnändrades till Ystad-Sövestads församling.
Kontraktskoden är 0705.